# ألان بيتمان
ألان بيتمان (بالإنجليزية: Alan Bateman)‏ هو كاتب ومنتج أفلام ومنتج تلفزيوني ومخرج أسترالي، ولد في 2 يناير 1936 في برث في أستراليا، وتوفي في 18 أغسطس 2012.

## وصلات خارجية
- ألان بيتمان على موقع IMDb (الإنجليزية)